# Сент-Ліо (Міннесота)
Сент-Ліо (англ. St. Leo) — місто (англ. city) в США, в окрузі Єллоу-Медісін штату Міннесота. Населення — 93 особи (2020).

## Географія
Сент-Ліо розташований за координатами 44°43′2″ пн. ш. 96°3′9″ зх. д. / 44.71722° пн. ш. 96.05250° зх. д. (44.717346, -96.052538).  За даними Бюро перепису населення США в 2010 році місто мало площу 0,68 км², уся площа — суходіл.

## Демографія
Згідно з переписом 2010 року, у місті мешкало 100 осіб у 51 домогосподарстві у складі 26 родин. Густота населення становила 147 осіб/км².  Було 58 помешкань (85/км²).
Расовий склад населення:
| - 98,0 % — білих |

До двох чи більше рас належало 2,0 %. Частка іспаномовних становила 5,0 % від усіх жителів.
За віковим діапазоном населення розподілялося таким чином: 17,0 % — особи молодші 18 років, 50,0 % — особи у віці 18—64 років, 33,0 % — особи у віці 65 років та старші. Медіана віку мешканця становила 49,5 року. На 100 осіб жіночої статі у місті припадало 138,1 чоловіків;  на 100 жінок у віці від 18 років та старших — 137,1 чоловіків також старших 18 років.
Середній дохід на одне домашнє господарство  становив 46 510 доларів США (медіана — 38 750), а середній дохід на одну сім'ю — 49 889 доларів (медіана — 57 500). За межею бідності перебувало 8,8 % осіб, у тому числі 0,0 % дітей у віці до 18 років та 13,5 % осіб у віці 65 років та старших.
Цивільне працевлаштоване населення становило 38 осіб. Основні галузі зайнятості: будівництво — 26,3 %, виробництво — 23,7 %, освіта, охорона здоров'я та соціальна допомога — 21,1 %.